# كاماراصورات
الكاماراصورات (الاسم العلمي: Camarasauridae) (بمعنى «السحالي ذات حجرة»)، وهي فصيلة من ديناصورات عظائيات الأرجل الحديثة ضمن الفرع الحيوي كبيرات المنخر، شقيقة المجموعة تيتانوصوريات الشكل. تعتبر الكاماراصورات من الصربوديات الصغيرة إلى متوسطة الحجم، وذات رقاب قصير نسبيا. ويمكن التعرف عليها من شكل جمجمتها القصيرة ذات المناخر الكبيرة والواسعة، والفط السميك المليء بالأسنان. استنادًا إلى الفقرات العنقية والميكانيكا الحيوية لأضلاع العنق، من المرجح أن حركة أعناق الكاماراصورات في وضع رأسي بدلاً من الأفقي، وحركته واسعة، على عكس معظم الدبلودوكات. تم تعريفها بالتصنيف التفرعي بأنها جميع الصربوديات الأقرب إلى الكاماراصور سوبريمس من السالتاصور لوريكاتس.